# Paymogo

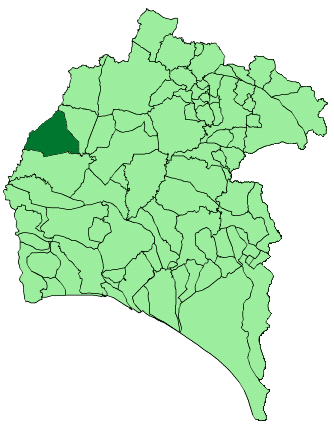
Localização de Paymogo

Paymogo é um município raiano da Espanha na província de Huelva, comunidade autónoma da Andaluzia, de área 214 km² com população de 1297 habitantes (2011) e densidade populacional de 6,05 hab/km².

## Demografia
| Variação demográfica do município entre 1991 e 2004 | Variação demográfica do município entre 1991 e 2004 | Variação demográfica do município entre 1991 e 2004 | Variação demográfica do município entre 1991 e 2004 |
| --------------------------------------------------- | --------------------------------------------------- | --------------------------------------------------- | --------------------------------------------------- |
| 1991                                                | 1996                                                | 2001                                                | 2004                                                |
| 1399                                                | 1294                                                | 1327                                                | 1293                                                |